# ロシアによるヘルソン州占領

2023年2月10日時点のロシアによるウクライナの支配

ロシアによるヘルソン州占領（ロシアによるヘルソンしゅうせんりょう）は、ロシアのウクライナ侵攻中のウクライナ南部攻勢の一環として2022年3月2日に始まり、現在も続いているロシア軍によるウクライナのヘルソン州の軍事占領である。
ロシアが設置した占領体制は、最初は「ヘルソン軍民行政府」と呼ばれ、ロシアによる併合後は「ヘルソン州」と呼ばれた。
2022年3月2日、ロシアは、ヘルソン州の州都であることから政治的に重要なヘルソン市を占領し、同州の残りの地域の大半も、侵攻初期にロシア軍の手に落ちた。2023年2月時点で、ヘルソンは2022年の侵攻でロシアが制圧した唯一の州都である（ドネツクとルハーンシク市は、2014年以来、ロシアが支援する分離主義勢力に支配されている）。2022年8月29日から11月11日まで、ヘルソン州、特にヘルソン市周辺地域は、2022年ウクライナのヘルソン反攻の中心であった。
2022年5月、ロシアはヘルソン州を併合する意向を宣言した。2022年9月、州内のロシア軍は、併合を支持する争点となっている住民投票を実施した。2022年9月30日、ロシアは当時支配していなかったヘルソン州の一部を含め、ヘルソン州を併合したと宣言した。同日、ロシアは、当時支配していたムィコラーイウ州の2つの小さな地域、スニフリフカ市とその周辺、およびキンブルン半島の外側部分がヘルソンに併合されたと宣言した。2022年10 月12日、ロシアが「住民投票」だとする活動やその後の併合の試みについて国際法に違反し無効だと非難し、各国に対して領土のいかなる変更も認めないよう求め、ロシアに対して一連の決定を撤回し軍を撤退させるよう求める決議案が国連総会で採択された。
2022年10月19日、ロシアの行政機関は避難の一環として、ヘルソン市からドニエプル川の左岸に移動した。ヘルソンの戦い終結から9か月後の2022年11月3日、ロシア軍は市の管理棟からロシア国旗を撤去し、まだ市に住んでいる人々に川を渡って南岸に行くように勧告した。2022年11月9日、ロシアはヘルソン市から撤退し、2022年11月11日にヘルソンが解放された（ヘルソンの解放）。 ヘルソン州西部からの撤退中の2022年11月10日、ロシアは、ムィコラーイウ州のスニフリフカとその周辺地域からも撤退した。
ヘルソンの失陥後、ロシア占領軍の現在の行政の中心地はヘニチェスクになった。ロシアはヘルソン州の残りの地域に対する主張を続けている。

## 背景
2月24日、ロシア軍はウクライナへの侵攻を開始した。戦闘はヘルソン州全体で始まり、複数のロシアの勝利をもたらした。3月2日、ロシア軍は州都ヘルソン市を占領し（ヘルソンの戦い）、同市と州の軍事占領を開始した。

## 軍事占領

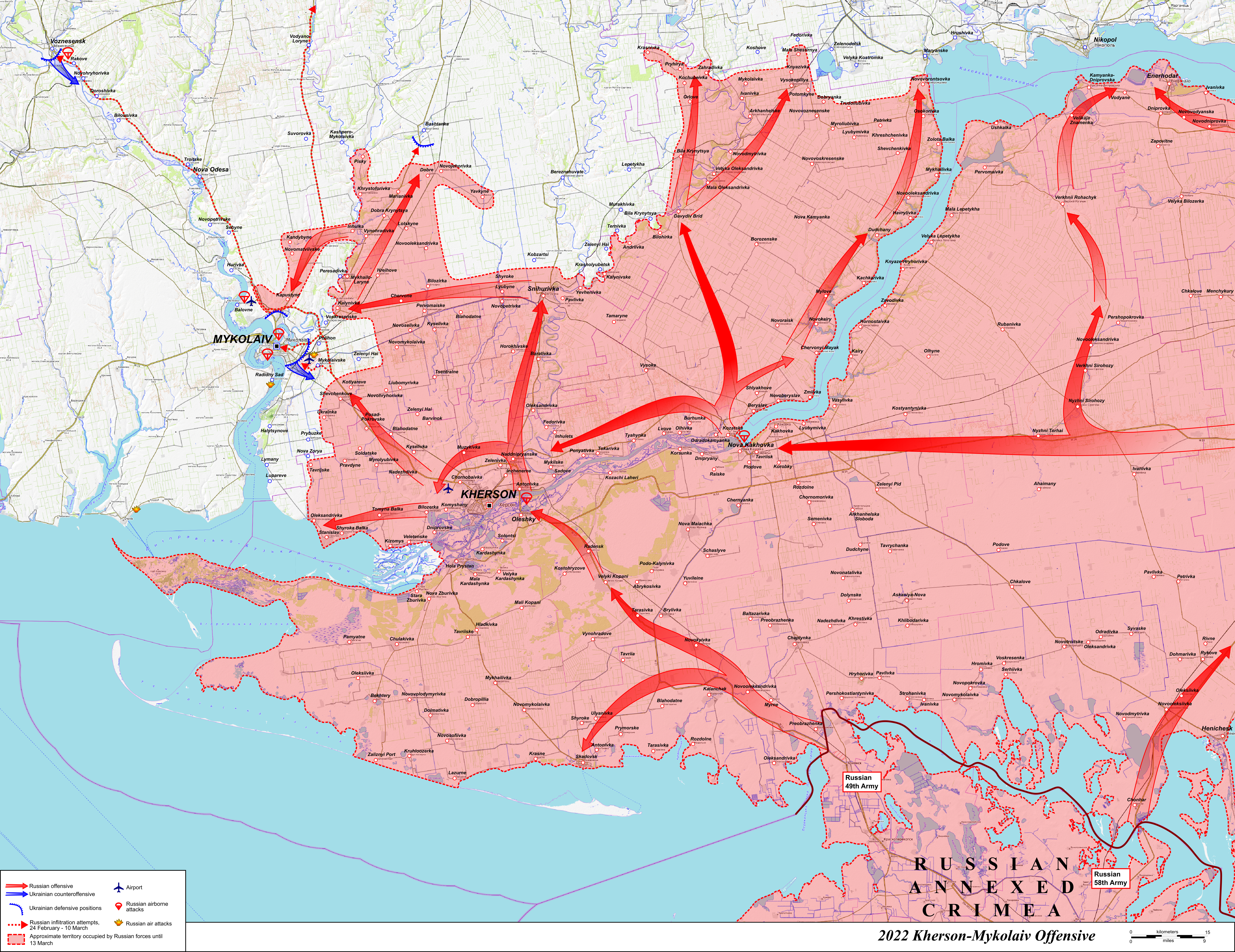
2022年ヘルソン・ムィコラーイウ攻勢図

ヘルソンの占領直後、ロシア国防省は、秩序の維持に関するロシア軍と市の行政官との間の協議が進行中であると述べた。ロシアが新政権を樹立している間、ウクライナの国旗は市内に掲揚するという合意に達した。イーゴリ・コリハエフ市長は、市の住民に対する以下の新しい条件を発表した：市民は日中のみ外出でき、グループで集まることは禁じられる。 さらに、車は食料と医薬品を供給するためにのみ市内に入ることが許可され、これらの車両は最低速度で走行し、捜索の対象となる。市民はロシア兵を挑発せず、与えられたいかなる命令にも従うよう警告される。
侵攻の最初の数日間で、北クリミア運河の支配権を確立したロシア軍は、運河の封鎖を解除し、2014年のロシアのクリミア半島併合後にウクライナがクリミアに課した長年の水封鎖を事実上解除した。

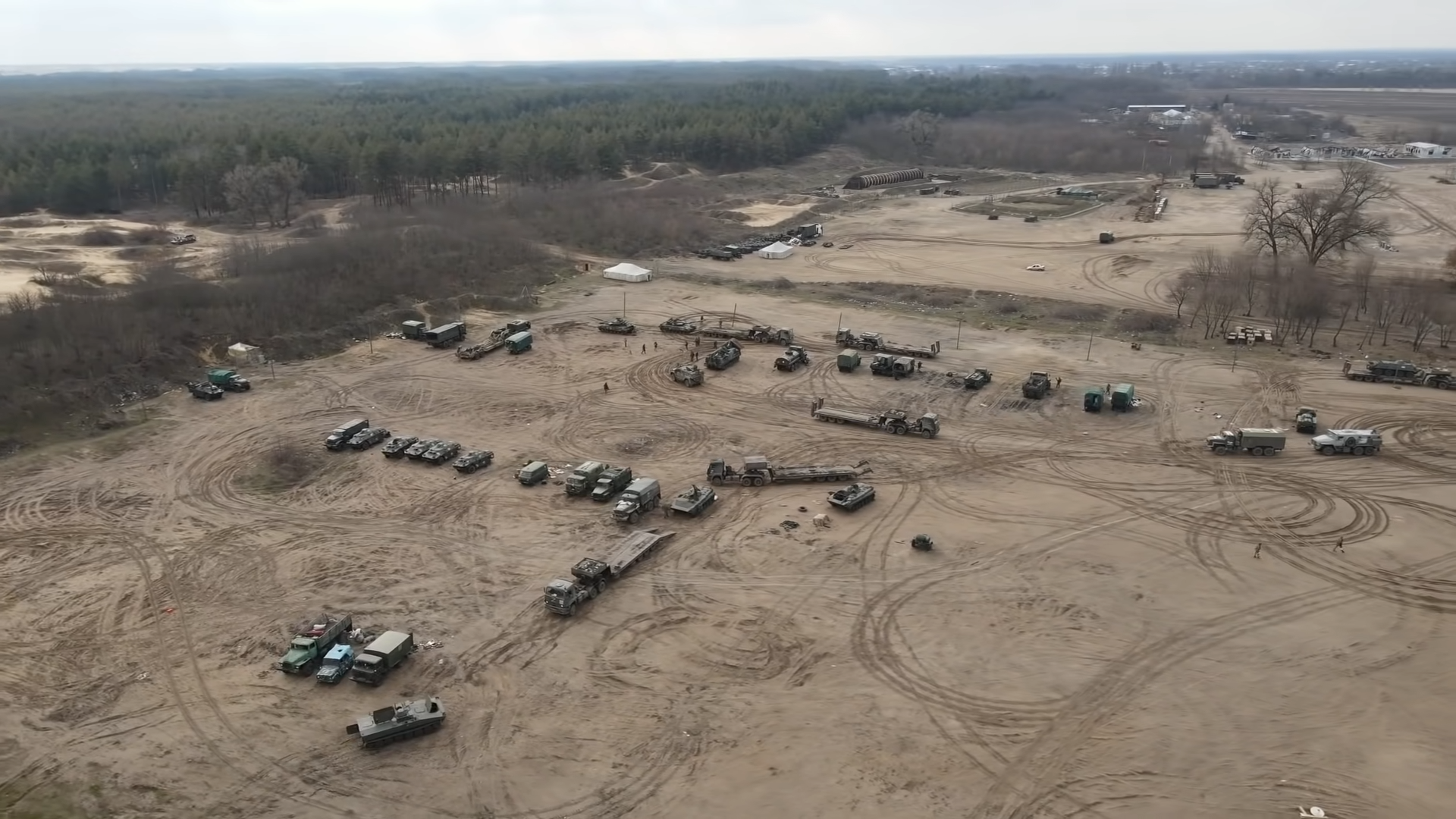
ヘルソン地域のラデンスク村近郊のウクライナ軍基地を支配したロシアの軍人

ロシア兵がヘルソンで11人の女性をレイプし、そのうち10代1人を含む6人の女性が殺害されたという初期の主張に対し、ウクライナが任命したヘルソン州知事、ゲンナジー・ラグタはそのような報告は偽情報であると述べて否定した。
3月5日、コリハエフは、市内に武装抵抗はなく、ロシア軍は「かなり落ち着いた」と述べた。彼は、都市には電力、水、医薬品が不足していると述べ、人道援助を要請した。その日遅く、約2000人の抗議者が市内中心部で行進した。 抗議者達はウクライナ国旗を振り、国歌を歌い、愛国的なスローガンを唱えた。動画では、ロシアの兵士が抗議者を思いとどまらせるために空に向かって発砲する様子が映されていた。ロシア軍は、彼らが拘束したい市内のウクライナ人活動家のリストを持っていたとの主張も上がった。3月9日、ウクライナ軍参謀本部は、ロシアが続く抗議行動によりヘルソンで400人以上を拘束したと述べた。

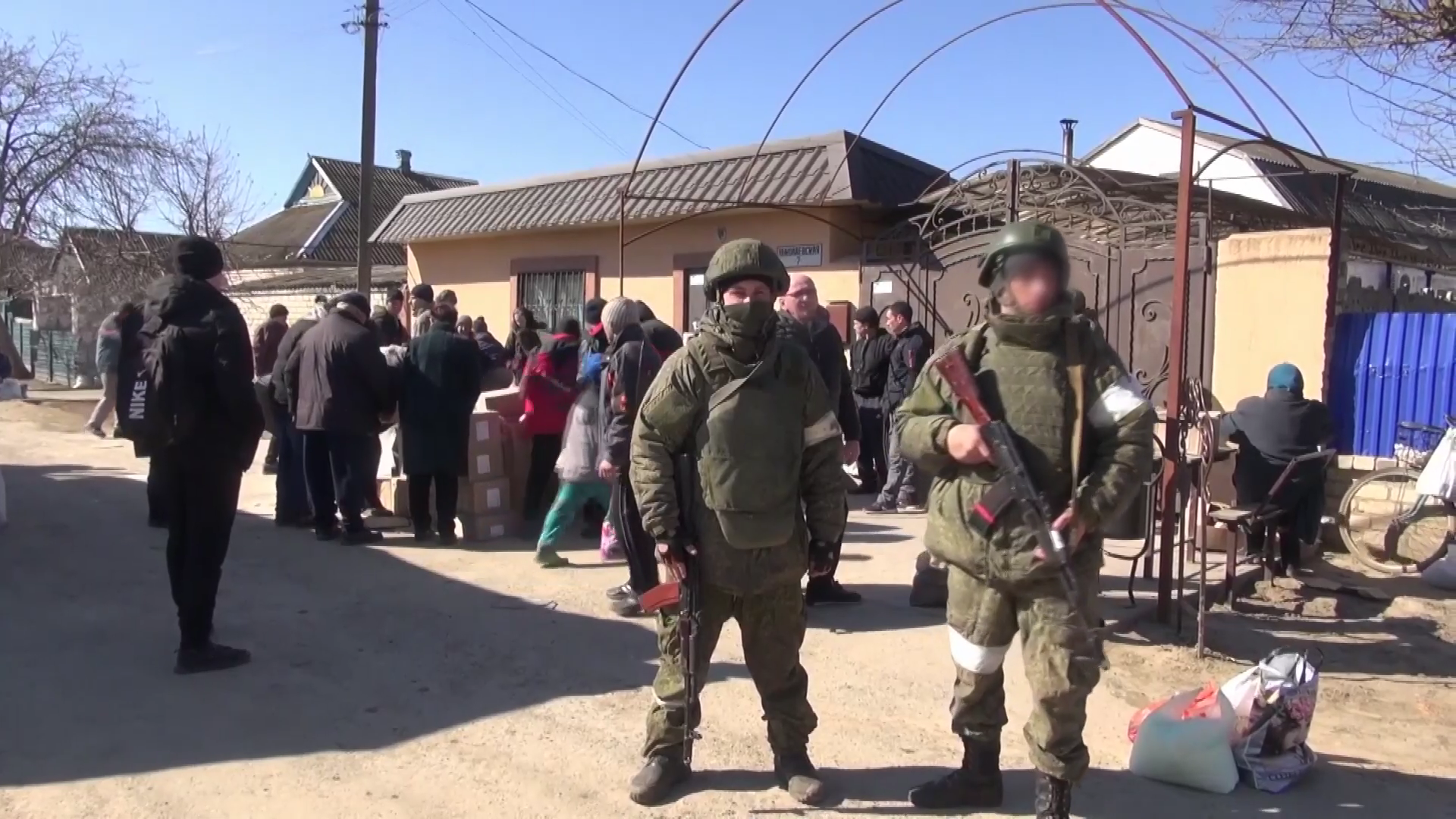
チョルノバイフカ村の援助物資配布センターにいるロシアの軍人

3月12日、ウクライナ当局は、ロシアがドネツク人民共和国やルガンスク人民共和国と同様の「ヘルソン人民共和国」を樹立するためにヘルソンで住民投票を行うことを計画していると主張した。 ヘルソン州議会議員のセルヒー・フランは、ロシア軍が州議会議員に電話をかけ、彼らと協力する準備があるかと質問していると明かした。ウクライナのオンブズマンであるリュドミラ・デニソワは、「ウクライナの法律の下では、領土をめぐるあらゆる問題は全国的な国民投票によってのみ解決できる」ため、住民投票は違法であると述べた。同日午後、ヘルソン州議会は、提案された住民投票は違法であるとの決議を可決した。
3月13日、ウクライナの新聞ウクラインスカ・プラウダは、ヘルソンで数千人が抗議に参加したと報じた。ロシア兵は銃声、スタングレネード、ゴム弾で抗議を分散させ、数人を負傷させた。
3月22日、ウクライナ政府はヘルソン市が食糧や医療物資を使い果たしているため「人道的大惨事」に直面していると警告し、ロシアがウクライナ支配地域への民間人の避難を阻止していると非難した。ロシアは、ロシア軍は市の住民への援助物資の提供を支援したと反論した。 地元のジャーナリストは、クリミアからの元囚人がロシア人を歓迎し、彼らの支援を受け入れる地元の人々として行動するために連れてこられた、仕組まれた出来事しかなかったと述べた。一部の報道機関によると、住民は邪魔な検問所、拉致、ロシアによる店の略奪について報告している。

## 軍民行政府
4月の初めまでに、ロシア国旗がヘルソン州に掲揚され始めた。
4月18日、ロシア政府が3月2日にロシアの政治家で第8期国会の議員、イーゴリ・カスチュケヴィチをヘルソンの事実上の市長に任命したと報じられたが、カスチュケヴィチはこれらの報道を否定した。
2022年4月25日、イーゴリ・コリハエフは、ロシア軍がヘルソン市議会の建物を制圧したと発表した。
4月26日、地元当局とロシア国営メディアは、ロシア軍が市の行政本部を制圧し、新市長に元KGB職員のオレクサンドル・コベツ、軍民行政府長官に元市長のヴォロディーミル・サルドを任命したと報じた。翌日、ウクライナ検事総長は、軍隊が催涙ガスとスタングレネードを使用して、市内中心部での親ウクライナの抗議を解散させたと述べた。
ウクライナからの意図的な分離を示すものとして、4月28日、新軍民行政府は、5月から地域の通貨をロシア・ルーブルに切り替えると発表した。さらに、軍民行政府の副長官のキリル・ストレモウソフは、ロシア語話者に対する差別を主張する無名の報告を引用して、「ヘルソン地域をナチス・ウクライナに再統合することは論外だ」と述べた。
4月27日、シベリアのクラスノヤルスク地方の立法議会は、ヘルソン地域からの穀物の収用を承認した。占領下のヘルソン地域からの農業機械も、チェチェンを含む遠隔地のロシアの土地に輸送された。ウクライナ議会の人権委員であるリュドミラ・デニソワは、ロシアのウクライナ産穀物の窃盗に対し、ロシアは「ホロドモール」（1932年から1933年にかけてウクライナ・ソビエト社会主義共和国で何百万人ものウクライナ人が死亡した飢饉）を再現したがっているとFacebookに投稿した。
4月29日、サルドは、ヘルソン州の公用語はウクライナ語とロシア語の両方になり、南オセチアの国際決済銀行がヘルソン州に200の支店を間もなく開設すると述べた。
5月1日、ヘルソン州行政当局は、ヘルソンでルーブルの使用を開始すると発表した。ルーブル完全移行にかかる最大4ヶ月の間はウクライナの通貨フリヴニャも並行して流通するという。

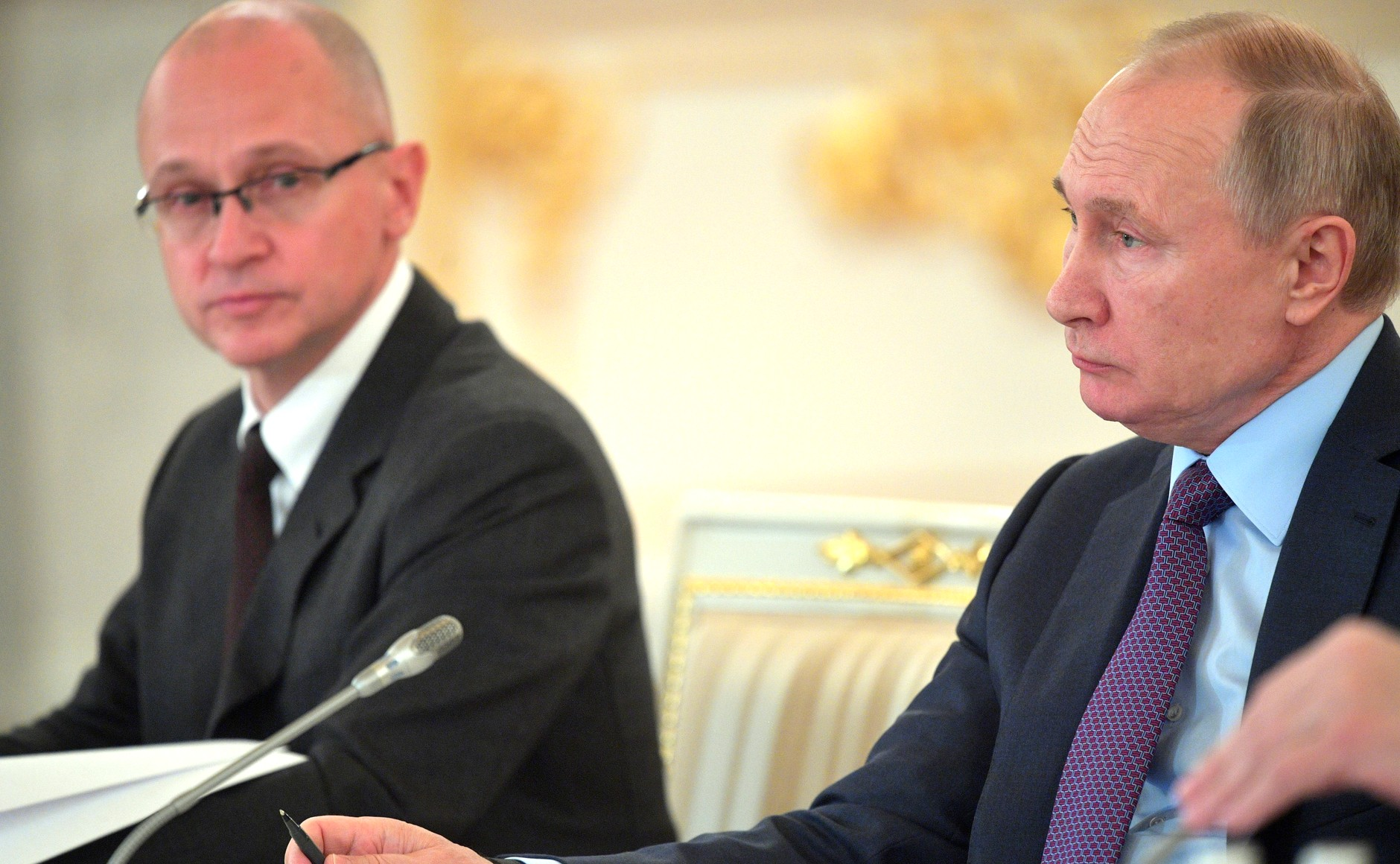
セルゲイ・キリエンコ （左）は、ウクライナでの占領や併合に関する任務に当たっている

5月7日、ロシア帝国のヘルソンの1803年の紋章に基づく新しい紋章が採用された。
5月9日の戦勝記念日に愛国行事「不滅の連隊」が市内で開催され、ソビエト時代の勝利の旗と赤旗が掲げられた。
2022年5月11日、キリル・ストレモウソフは、ウラジーミル・プーチン大統領にヘルソン州のロシア連邦への加盟を要請する用意があると発表し、この問題に関する「ヘルソン人民共和国」の創設や住民投票は行われないと述べた。ロシア大統領報道官のドミトリー・ペスコフは、これらの声明についてコメントし、この問題は地域の住民によって決定されるべきであり、「これらの重要な決断には、クリミアの場合と同様に、絶対的に明確な法的背景、法的正当性が必要であり、完全に合法的でなければならない」と述べた。
5月30日、ロシアはヘルソンの昨年の穀物のロシアへの輸出を開始したと主張し、ひまわりの種の輸出にも取り組んでいた。地元住民によると、ヘルソン州ではロシア兵がイチゴ狩りに従事していたという。
6月3日、EUは、ヘルソンおよびザポリージャ地域のウクライナ市民に発行されたロシアのパスポートを認めないと述べた。地元当局者によると、6月11日に最初のロシアのパスポートがヘルソンとザポリージャ地域の市民に配布され、その中にはヴォロディーミル・サルドなどの地元当局者も含まれていた。

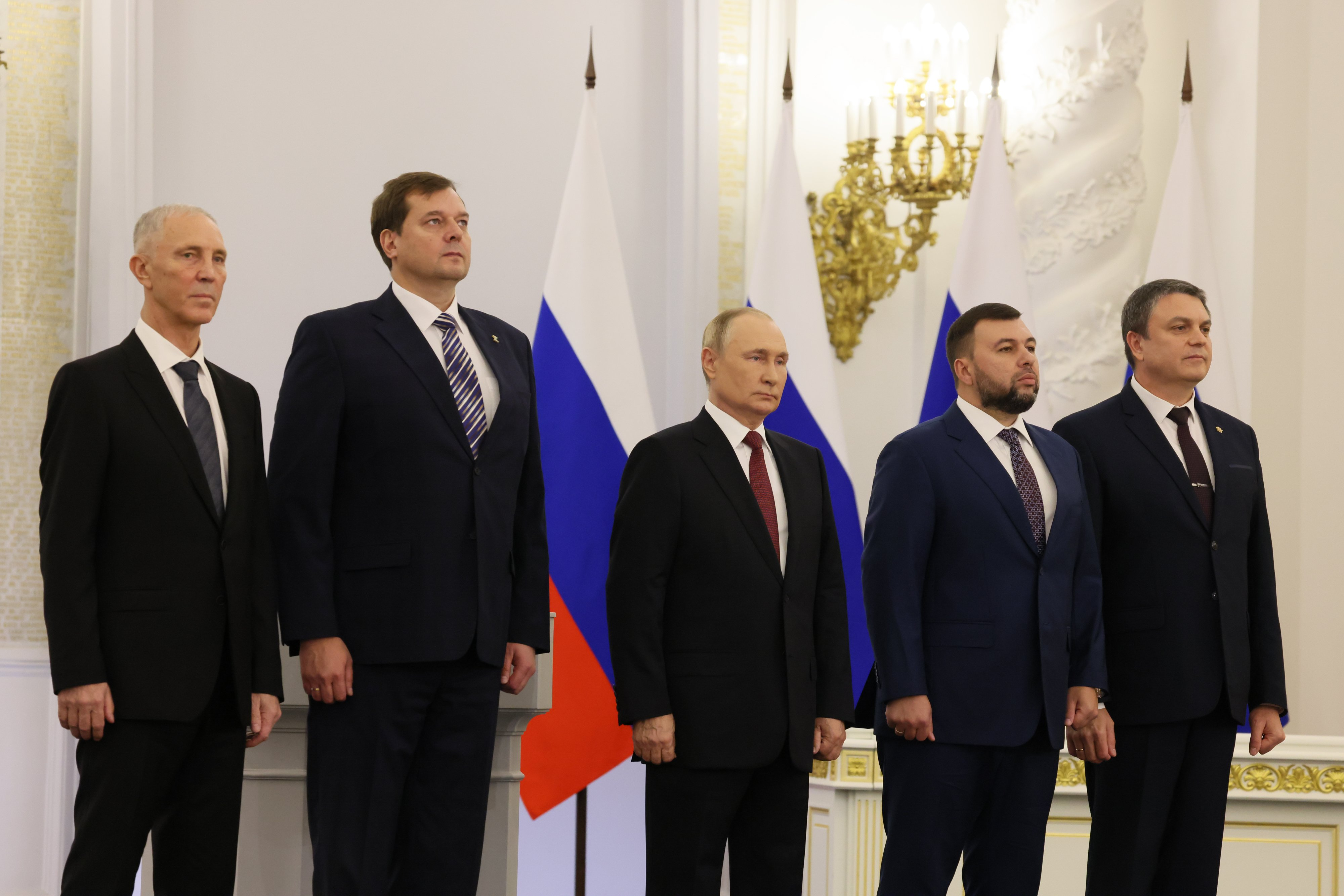
ウラジーミル・プーチンと占領地域の親ロシア派指導者（2022年9月30日）

7月21日、当時のロシアの法令により、2022年のロシアの戦争検閲法がヘルソン州にまで拡大され、違反に対する罰としてロシアへの強制送還が含まれたことが報じられた。
ウクライナ当局によると、7月初旬、ウクライナ議会議員のオレクシー・コヴァリョフがヘルソン州政府の副長官に就任した。コヴァリョフは、2022年8月29日に自宅で射殺された。
2022年11月9日、ヘルソン軍民行政府のキリル・ストレモウソフ副長官は、ヘニチェスク付近の自動車事故で死亡した。
エカテリーナ・グバレワが行方不明になったと彼女の夫から報告があった後、2022年11月16日、ロシアのメディアは、軍民行政府の副長官であるグバレワが、公的資金の横領を含む汚職事件に関連してロシア警察に拘留され、停職処分を受けたと報じた

### 構成
軍司令官と行政府長官が行政を担当する。幹部には以下の人物が含まれる:
| 氏名                                        | 役職                                                           |
| ------------------------------------------- | -------------------------------------------------------------- |
| ウォロディーミル・サルド Andrey Alekseyenko | 行政府長官 行政府長官代行                                      |
| Vitaly Buliuk                               | 経済、財政および予算政策、農業、歳入および手数料担当第一副長官 |
| エカテリーナ・グバレワ                      | デジタル化、通信、法規制、国内および外交政策担当副長官         |
| イーゴル・セメンチェフ                      | 燃料およびエネルギー複合体、産業および貿易担当副長官           |
| Aslan Arsanukayev                           | 資本建設、住宅、運輸、天然資源担当副長官                       |
| セルゲイ・チェレフコ                        | 住民の教育、科学、文化、健康および社会保護担当副長官           |

### 行政区画
占領当局によると、ヘルソン軍民行政府は5つの地区、49の地方自治体に分かれており、その中に 298の集落があるという。 したがって、軍民行政府には、ヘルソン・ラヨン（地区）、ベリスラフ・ラヨン、スカドフスク・ラヨン、カホフカ・ラヨン、ヘニチェスク・ラヨンが含まれる。実際、ヘルソン州の行政区画と軍民行政府の区分には大きな違いはなく、軍民行政府は、とりわけウクライナの行政区画システムを維持するために単にウクライナの区分をコピーした。

## ロシア軍による民間人の拷問と拉致
ウクライナ有権者委員会のヘルソン地域局長であるデメンティ・ビリーは、ロシアの治安部隊がウクライナのヘルソン州で民間人を「殴打し、拷問し、誘拐している」と主張した。 彼は、目撃者は「何十回もの」恣意的な捜索と拘留を説明しており、その結果、拉致された人の数は不明であると付け加えた。3月16日までに少なくとも400人の住民が行方不明になり、スカドフスクの街の市長と副市長が武装勢力に誘拐されたとされている。 漏えいしたとされる書簡は、ロシアがヘルソンで起きている抗議行動を鎮圧するために「大きな恐怖」を解き放つ計画を説明しており、人々は「真夜中に家から連れ出されなければならない」と記されている。
占領下のヘルソンからウクライナ支配地域に逃れたウクライナ人は、ヘルソン地域でのロシア軍による拷問、虐待、誘拐について証言した。ヘルソン州のビロゼルカ出身の1人は、ロシア人による拷問の物的証拠を提供し、殴打、電気死刑、模擬処刑、絞殺、家族を殺すという脅迫、その他の拷問について説明した。
BBCニュースによる調査では、殴打に加えて電気死刑や手足の火傷などの拷問の証拠が集められた。この地域で拷問の犠牲者を治療したある医師は次のように報告している：「最悪だったのは、性器の火傷、レイプされた少女の頭への銃創、アイロンによる患者の背中と腹の火傷であった。ある患者は、車のバッテリーからの2本のワイヤーが彼の股間に取り付けられ、濡れた布の上に立つように言われたと私に話した」。 BBCに加えて、ヒューマン・ライツ・ウォッチとウクライナの国連人権監視ミッションは、この地域でロシアの占領軍によって行われた拷問と失踪について報告している。
ヘルソンで選出されたウクライナの市長は、2022年5月15日時点でロシア軍に誘拐された300 人以上の人々のリストをまとめた。タイムズ紙によると、ロシアの占領当局が入っている建物内では、拷問を受けた人々の悲鳴が廊下全体で頻繁に聞こえるという。
ワシントン・ポストによると、4月15日までに824の墓がヘルソンの墓地に掘られたという。
2022年7月22日、ヒューマン・ライツ・ウォッチは、ロシア軍がヘルソンとザポリージャ地域の占領地域で民間人を拷問、違法拘留、強制失踪させたと報告した。 ロシアは国際法に違反して占領地の主権を主張しようとしているため、虐待の目的は、情報の取得と、人々に占領を受け入れるように恐怖を植え付けることであると思われる。

## 占領への抵抗

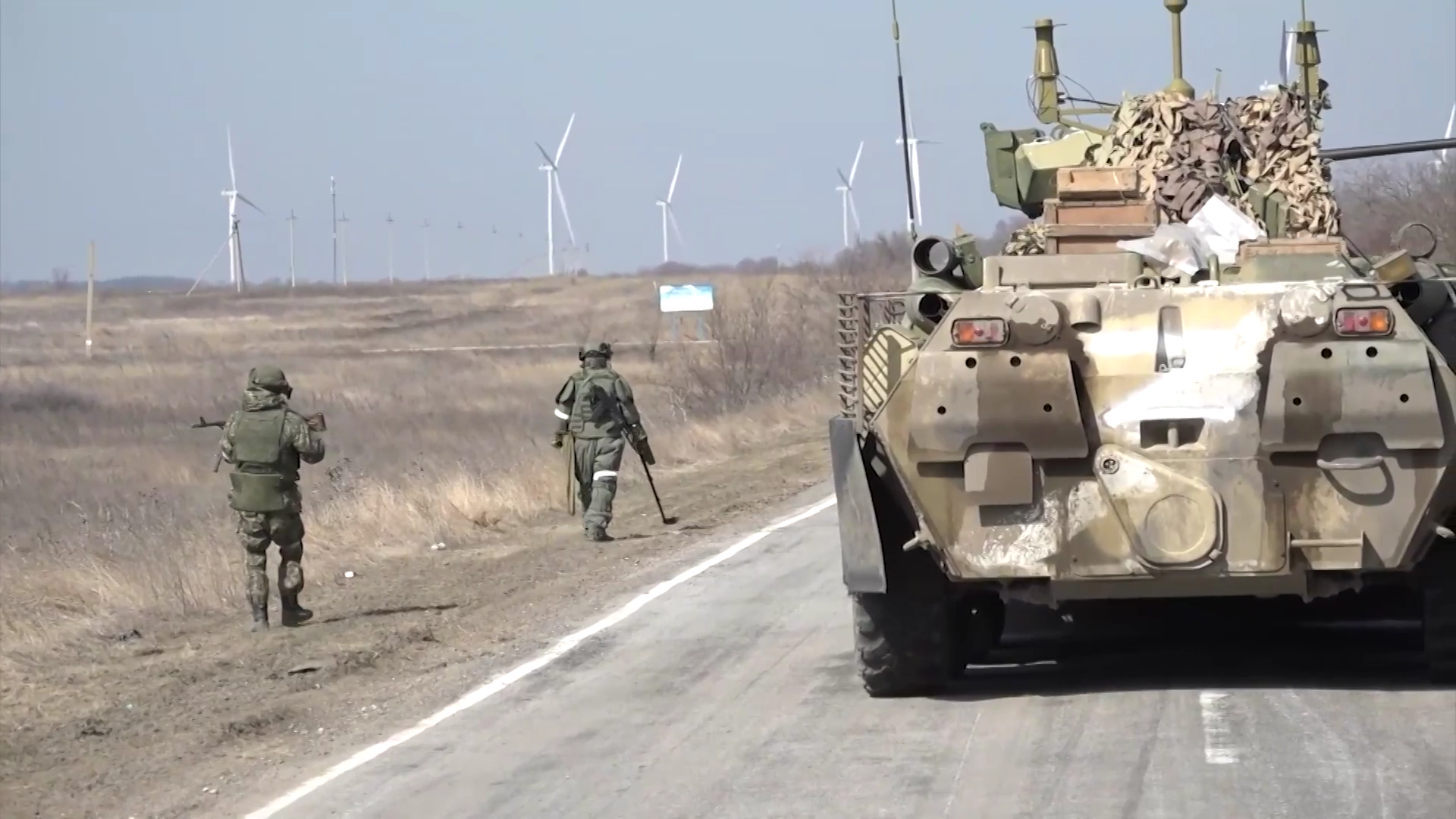
2022年3月、ヘルソン地域で地雷除去作戦を実施する南部軍管区のロシア工兵部隊

ニェザヴィーシマヤ・ガゼータによると、ロシアが設置した「平和と秩序のための救済委員会」の活動は、住民の間で絶え間ない抵抗に遭い、委員会の多くのメンバーが情報総局 (GUR) またはウクライナのパルチザンによって殺害された。ニューズウィークはまた、地元の有名な親ロシア派の2人がヘルソンでウクライナのレジスタンスによって射殺されたと報じている。
3月5日、ヘルソンの住民はウクライナ国旗を掲げた集会に参加し、ロシアに占領されているにもかかわらず、この街は今もなおウクライナであり、ロシアのものになることは決してないだろうと唱え、ロシア軍は抗議者に対して警告射撃を開始した。 同時に、ウクライナ国家警察は、ウクライナ国旗を手にしたヘルソンの警察官が集会を通り過ぎていたロシアの装甲兵員輸送車に飛び乗り、地元住民は歓声と拍手で彼の行動を支持した映像を公開した。
3月7日、ウクライナのヘルソン地方検察庁は、ウクライナ刑法第438条第2項 (意図的殺人と共に行われた、戦争の法律と慣習違反) に基づいて、ノーバ・カホフカの数人の抗議者の死に対する刑事訴訟を開始した。同調査によると、3月6日の集会中、ロシア軍は「人々が武装しておらず、いかなる脅威も与えていなかったという事実にもかかわらず」無差別に抗議者に発砲し、少なくとも1人が死亡し、7人が負傷した。
3月20日、ヘルソンの抗議者達は数台のロシアの軍用車両に立ち向かい、「家に帰れ」と伝えた。占領に反対する新たな集会が4月11日と27日にあり、どちらもロシアの占領軍と分離主義者の民兵によって暴力的に解散させられ、その過程で4人が死亡した。ウィルソン・センターは、ロシアの占領軍をボイコットし、彼らの負傷者を治療しないためにヘルソンの医療従事者が出勤を拒否したと報じた。
4月20日、オデッサの地域メディアは、親ロシア派のブロガー、ヴァレリー・クレショフがヘルソンでウクライナのパルチザンによって殺害されたと報じた。
8月6日、ノヴァ・カホフカのロシア当局の副代表、ヴィタリー・グラが自宅で射殺されたと報じられた。2022年9月、グラは実際には生きており、死亡したとの報告は、ウクライナによる暗殺の試みからグラを救うためのFSBの作戦であったことが明らかになった。

## ウクライナの反転攻勢と解放
2022年4月23日、ウクライナ国防省は、ヘルソン付近のロシアの第49諸兵科連合軍の指揮所への攻撃を主張し、2人の将軍を殺害し、1人に重傷を負わせたと主張した。将軍の名前は公表されなかった。
2022年4月24日、ウクライナ南部作戦管区は、ウクライナ軍がヘルソン州の8つの集落を解放したと報告した。
2022年4月27日、ウクライナ空軍は、ヘルソンテレビ塔をミサイルで攻撃し、一時的にロシアのテレビ放送を停止させた。
7月10日、ウクライナ副首相のイリーナ・ベレシチュクは、将来のウクライナの反転攻勢の前に避難するようヘルソン地域の市民に促した。
2022年7月27日、HIMARSによる攻撃で、アントノフスキー橋の一部の表面を重機で通行できなくなった。 

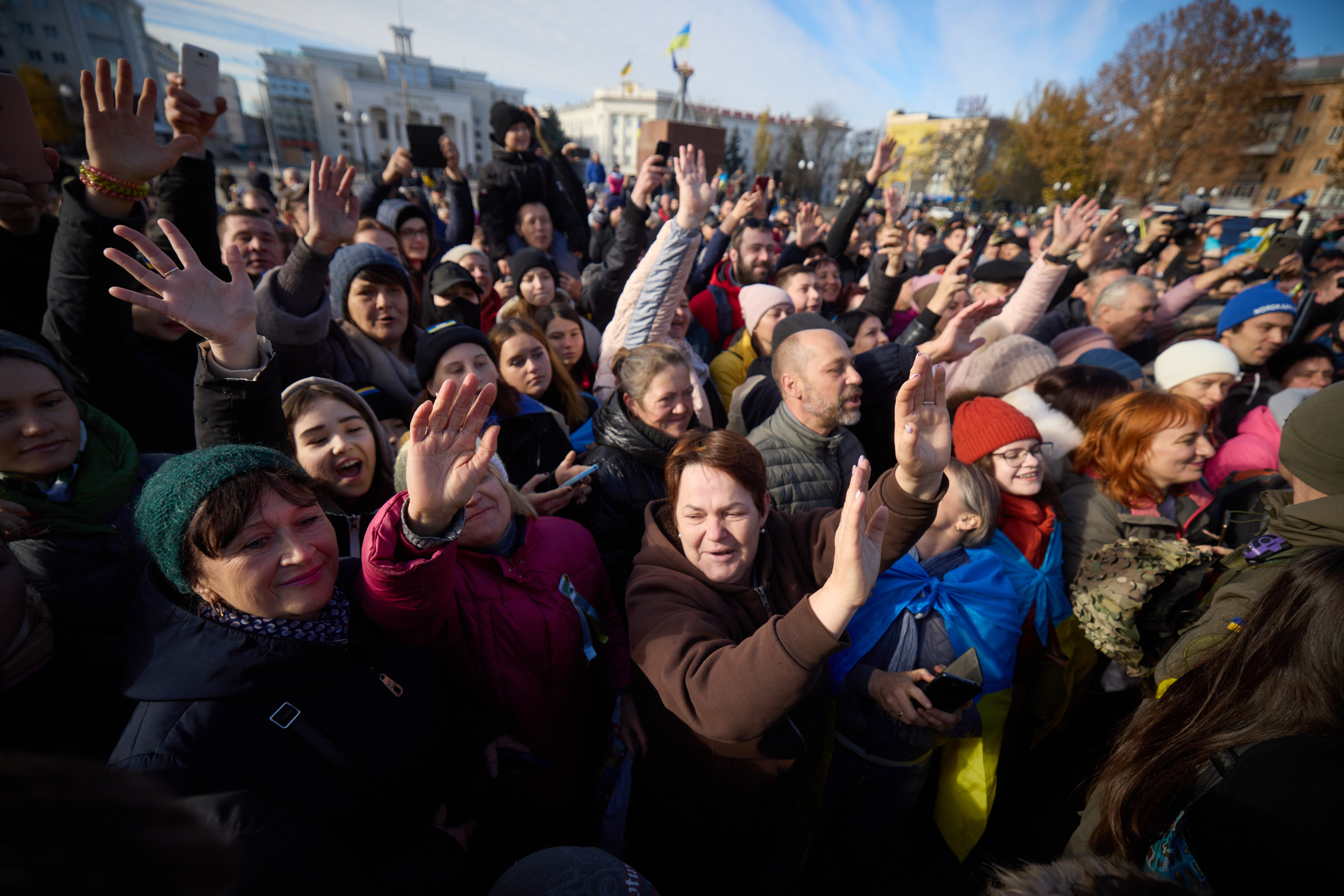
ヘルソン解放後のゼレンスキー大統領訪問時の市民（2022年11月14日）

2022年9月4日、ゼレンスキー大統領はヘルソン州の2つの村の解放を発表した。ウクライナ当局は、ウクライナ軍がVyskopilliaでウクライナ国旗を掲げる様子を写した写真を公開した。
2022年9月6日、ウクライナはVyskopilliaの南東にあるLiubymivkaとNovoskresenske村がウクライナ軍によって奪還されたという報告を認めた。
2022年10月上旬、ヘルソン州北部のロシアの防衛線は崩壊し、ウクライナは約1200平方キロメートルの領土の奪還に成功した。
2022年11月、ウクライナ軍はヘルソン市を奪還した。2022年11月のヘルソン失陥後、ロシアの占領軍は、行政の中心地を暫定的にヘニチェスクに移転させたが、公式の州都としてのヘルソンへの主張は維持した。

## 注記
1. 2022年9月30日、ロシアはヘルソン州を併合すると発表した。ロシアは当時、ムィコラーイウ州の小さな2つの地域も支配しており、これらの地域をヘルソン州に編入した。この2地域は、スニフリフカ及びその周辺地域とキンブルン半島の外側部分である。詳細はロシアによるムィコラーイウ州占領を参照
2. ↑  2022年9月30日、ロシアはヘルソン州を併合すると発表した。ロシアは当時、ムィコラーイウ州の小さな2つの地域も支配しており、これらの地域をヘルソン州に編入した。この2地域は、スニフリフカ及びその周辺地域とキンブルン半島の外側部分である。詳細はロシアによるムィコラーイウ州占領を参照
3. 1 2  ロシア語: Херсонская военно-гражданская администрация
4. 1 2  ロシア語: Херсонская область
5. ↑  ロシアは、2022年11月のヘルソン失陥後も、正式な州都はヘルソンであると主張しており、ヘニチェスクは現在、臨時の行政の中心地として機能している
6. ↑  2022年9月30日、ロシアは、(1)ドネツク州（通称ドネツク人民共和国）（2）ヘルソン州（3）ルハーンシク州（通称ルガンスク人民共和国）（4）ザポリージャ州の全体を併合した。これらの4州全てが当時ロシアの完全支配下にはなかった。ロシアは当時支配下にあったムィコラーイウ州のごく一部を併合し、行政上ヘルソン州に統合した。当時、ロシアはハルキウ州のごく一部も占領していたが、この地域を併合したとは宣言しなかった